# Taügetosz

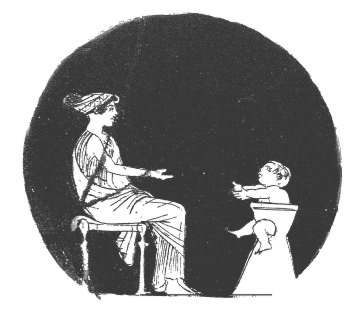
Gyermekábrázolás egy görög vázán

A Taügetosz (Ταΰγετος) Spárta közelében álló hegy, ahová a városlakók az életképtelennek ítélt újszülötteket kitették. Nem tévesztendő össze a Tajgetosz hegységgel, amely az újabb korokban a Taügetoszról kapta a nevét. A spártai hegyet hagyományosan Taigetosznak is írják, amely a görögből a latinba átkerülő Taygetus, majd Taigetus magyaros alakja.
Apothetai néven is emlegették, amely az apotheszisz (αποθεσἰς)= le-, eltevés; kitevés szóból ered. Az apothetai (αποθεταἰ) a „kitevés helye”.

## A hivatalos gyakorlat
A spártai apának – ha gyermeke valami testi fogyatékossággal született (vagy „idétlen” volt, idétlen=időtlen, azaz koraszülött), és nem akarták felnevelni – el kellett mennie a törzsének (phülé) véneihez, és az ő döntésük szerint kellett eljárnia. Ha a vének úgy ítélték meg, hogy a gyermeket nem kell felnevelniük, akkor a szülők kivitték a Taigetoszhoz, és letették az úgynevezett Apothetaira  és – a görög gondolkodás szerint – nem megölték a gyermeket, hanem „adtak neki egy esélyt”. Ugyanis ezt a helyet mindenki ismerte, így azok, akiknek nem volt gyermekük, kijártak erre a helyre, és elvihették a kitett csecsemőt. Így a gyermekkitételnek ritkán volt halálos áldozata.

## A tévhit
Nem önkényes gyermekgyilkosságról volt szó, hanem hivatalos „megoldásról”. Ugyanis a gyilkosság, mint más görög államokban is, természetesen Spártában is bűncselekmény volt, büntetést vont maga után. A „kitétel” (a fent említett görög logika szerint) nem minősült gyilkosságnak. Plutarkhosz feljegyzése alapján egy máig tartó helytelen elképzelés tartja magát, miszerint:  „Az újszülött csecsemővel az apja nem rendelkezett, hanem karjába vette és elvitte a Leszkhé nevű helyre, ahol a törzsek vénei összegyülekeztek és megvizsgálták a kisdedet. Ha idétlen nyomorék volt, bedobták a Taügetosz Apothetai nevű szakadékába, azzal a meggyőződéssel, hogy nem előnyös sem a gyermeknek, sem az államnak, ha életben marad.”
Ez  a félreértés fordítási hibából adódik, valójában nincs szó "bedobásról a szakadékba", hanem kitételről egy közismert, társadalmi funkcióval bíró helyre.

## A gyermekkitétel az ókori görög világban
A Kr. e. 8. század táján bekövetkezett túlnépesedés okozta feszültségeket a görög poliszokban két szinten kezelték. Társadalmi (makroszociális stratégiák), egyéni, illetve családi szinten (mikroszociális stratégiák). A makroszociális stratégiák egyike volt például a "nagy görög gyarmatosítás", azaz a népességfelesleg kihelyezése. Mikroszociális szinten az egykézés, a házasodási életkor kitolása, a megelőzés és magzatelhajtás, valamint a gyerekkitétel jelentettek megoldást.
A gyerekkitétel kevésbé volt veszélyes az anyára nézve, mint a magzatelhajtás. Korántsem csak Spártában gyakorolták ezt a szokást, sőt a spártaiak bizonyos szempontból még emberségesebbek is voltak más államok lakóihoz képest, ebben a poliszban ugyanis csak az életképtelennek ítélt csecsemőket tették ki, és ehhez is a phülé (törzs) vénjeinek engedélyére volt szükség. A többi poliszban azonban a szülők döntötték el, felnevelik-e újszülöttüket, és ha úgy döntöttek, hogy nem, kitették a gyereket. Minden polisznak volt tehát egy apothetai nevű helye. 
A kitett gyermekek sorsa ritkán volt halál, ugyanis a gyermektelen párok, a rabszolgakereskedők vagy a bordélytulajdonosok összeszedték és felnevelték őket. (A torzszülött gyermekeket azonban valóban megölték, vízbe fojtották vagy megfojtották.) Leggyakrabban a lánygyermekektől szabadultak meg, ugyanis az ő kiházasításuk nagy anyagi áldozatot jelentett egy szegényebb család számára. A női munkát egyébként sem becsülték sokra a görög világban, a fiúk felnevelése azonban új munkás kezeket eredményezett.
Arisztotelész a Kr. e. 4. században már fellépett a gyerekek kitétele ellen, ha annak pusztán a túlnépesedés az oka.

## Különböző megoldások a történelemben a "problémára"
A gyerekkitétel korántsem tekinthető görög sajátosságnak. 393 vizsgált kultúrából, amelyek a Föld legkülönbözőbb pontjain virágzottak, 179-ben gyakori és 29-ben időlegesen alkalmazott szokás volt a gyermekkitétel, és mindegyikben a lányok kitétele vagy megölése adta az esetek túlnyomó többségét. "Így a gyermekkitétel inkább szabály, semmint kivétel volt az emberiség történetében. Ezért aztán semmi okunk nincs rá, hogy ezt rituális okokkal (pl. első termés feláldozása) próbáljuk magyarázni, amint azt a problémakör első feldolgozója tette."
- Ospedale degli Innocenti (Firenze) - árvaházak
- eugenika